# Карамзина, Софья Николаевна
Софья Николаевна Карамзина (5 (17) марта 1802 — 4 (16) июля 1856) — дочь писателя и историка Н. М. Карамзина от первого брака с Е. И. Протасовой, фрейлина двора, хозяйка популярного в 1840-х петербургского литературного салона.

## Биография
Софья Николаевна Карамзина родилась 5 (17) марта 1802 года в фамильном имении при селе Покровское (Бортное) Мценского уезда Орловской губернии. Рождение дочери крайне обрадовало Н. М. Карамзина, в письме И. И. Дмитриеву тот пишет: «Милый друг, я отец маленькой Софьи. Лизанька родила благополучно, но ещё очень слаба. <…> Я уже люблю Софью всею душою и радуюсь ею.» Однако вскоре у матери Елизаветы Ивановны развилась «послеродовая горячка», как в то время называли послеродовой сепсис, от которой та скончалась. Была воспитана  мачехой и получила хорошее образование.
Начиная с 1804 года каждое лето Карамзины проводили в усадьбе Остафьево, а зимой жили в Москве. Сперва в доме на Большой Дмитровке, а потом на Воздвиженке. В 1816 году они переехали в Петербург, где 30 августа 1821 года Софья была пожалована фрейлиной двора.
Не выйдя замуж, жила с мачехой и вместе с нею принимала гостей в их салоне в доме на Гагаринской улице. Софья Николаевна, по словам И. И. Панаева, была «Рекамье» карамзинского салона, к которой все известные наши поэты считали долгом писать послания. Была дружна с Пушкиным и Лермонтовым, в её альбоме оставили записи Е. А. Баратынский, П. А. Вяземский, А. С. Хомяков, Е. П. Ростопчина.
По своему положению Софья Николаевна имела доступ к царской семье. Этим объясняется сохранившееся письмо весны 1841 года от бабушки Лермонтова Е. А. Арсеньевой с просьбой похлопотать о прощении внука, возвращавшегося из краткого отпуска в ссылку на Кавказ.
Салон Карамзиных существовал до 1851 года.
Последние годы жизни Софья Николаевна провела в доме младшей сестры княгини Е. Н. Мещерской. Гибель брата Андрея в 1854 году стало для нее большим потрясением. Из «веселой, беззаботной и разговорчивой», какой Софья Николаевна была с детства, она превратилась в «грустную и задумчивую». Все ужасы Крымской войны так сильно на неё подействовали, что она в пала в полную меланхолию и в этом состоянии прожила до кончины. Скончалась 4 (16) июля 1856 года в Ревеле. Похоронена возле отца на Тихвинском кладбище Александро-Невской лавры.